# Diseño audiovisual

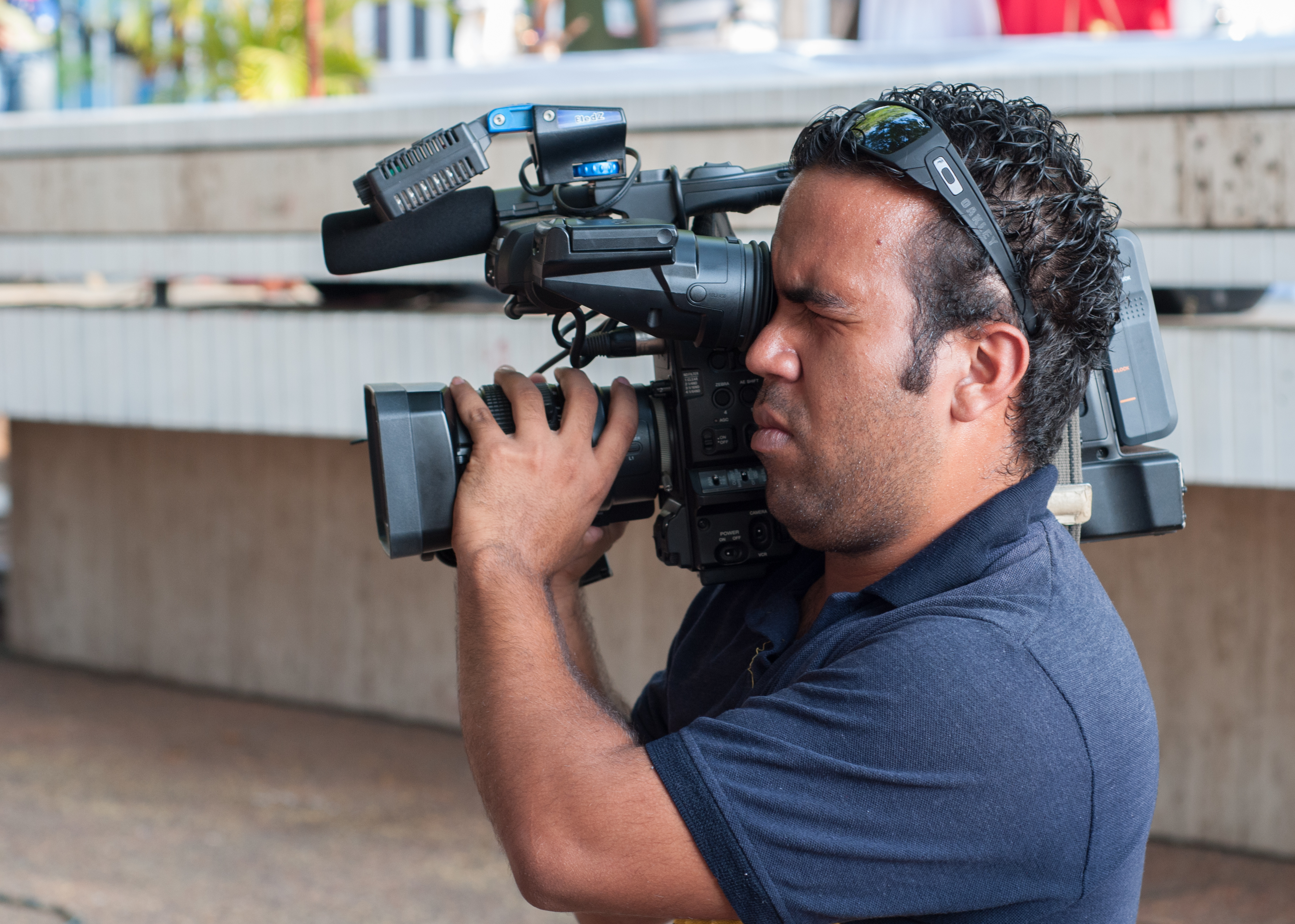
Un operador de cámara.

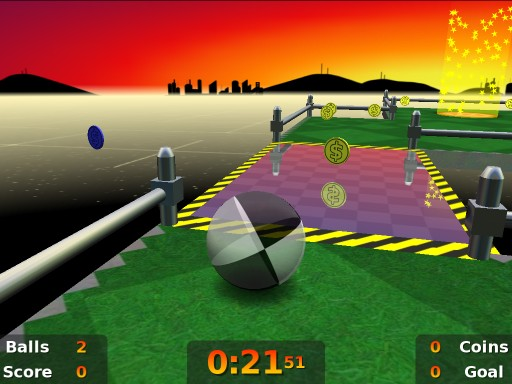
Escenario 3D en un videojuego. El diseño de videojuegos es una especialización del diseño audiovisual.

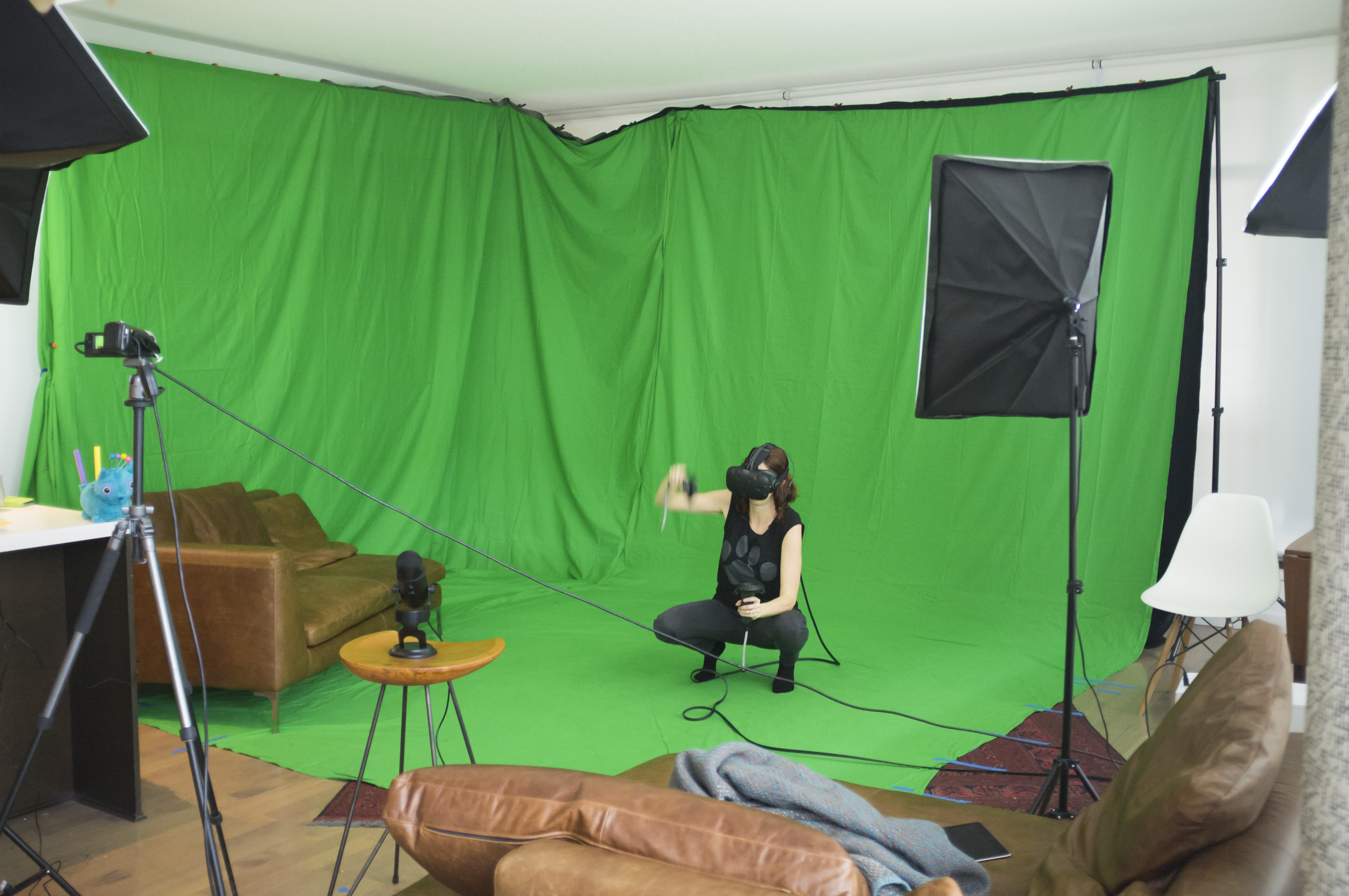
Plató con un croma verde.

El diseño audiovisual, también llamado diseño de imagen y sonido, es la rama del diseño que se centra en la comunicación mediante técnicas audiovisuales, como por ejemplo, la grabación de imagen y audio o la animación (manual como el stop motion, o digital como la animación 3D). El formato más común del medio audiovisual es el vídeo. A nivel laboral, el diseño audiovisual es esencial en la televisión, en la industria cinematográfica, en el desarrollo de videojuegos, en el marketing (mercadotecnia), en Internet (desde banners, videoclips, vlogs, etc.)

## Historia
El diseño audiovisual es relativamente reciente en comparación a otros campos del diseño, como el diseño industrial o el diseño gráfico. Debido a ello es un conocimiento en constante expansión y evolución, también en parte por estar muy ligado a las nuevas tecnologías e Internet. Se podría decir que el diseño audiovisual nació con el cine (hermanos Lumière, 1895), puesto que fue la primera disciplina que conjuga sonido e imagen en movimiento. No obstante, en aquella época ni remotamente existía el concepto de diseño audiovisual.

### Digitalización
Willard Boyle y George E. Smith inventaron en 1969 el CCD (dispositivo de carga acoplada, una memoria electrónica fotosensible), momento en el que la era analógica da paso a la era digital. 

### De dentro a fuera de la pantalla
Una de las principales limitaciones de los diseñadores audiovisuales es la relación entre el espacio digital, el espacio físico y la relación de estos con el usuario. Desde su creación, el diseño audiovisual ha buscado difuminar la frontera que impone la pantalla, por ejemplo, en exposiciones de museos.

## Aplicaciones

### Videoarte
El diseño audiovisual puede tener una finalidad puramente artística, como en las instalaciones del surcoreano Nam June Paik o como en algunas piezas del movimiento artístico fluxus. El videoarte es una de las formas del arte más demandadas en la sociedad posthumanista actual

### Internet
En Internet, el diseño audiovisual juega un papel fundamental, pues está muy relacionado con el diseño web. Aunque una web no es un vídeo, suelen diseñarse con sonido e imagen en movimiento y los usuarios de Internet exigen cada vez más dinamismo y sencillez en las páginas web. La tarea del diseñador audiovisual en este caso es crear páginas intuitivas y atractivas pero que a la vez dispongan de toda la información. 

### Ciencia y tecnología
El diseño audiovisual puede ser útil como soporte visual en medicina, topografía, ingeniería y otras ciencias, puesto que permite explicar fenómenos complejos con animaciones sencillas.
|  |
|  |

|  |
|  |

|  |
|  |

## Finalidad
El objetivo es la integración de todos los elementos que participan del proceso de producción de los medios audiovisuales, como organización proyectual de su discurso, es el soporte en que se define el modelo de realizador integral que se propone integrar la carrera. El resultado es un realizador capacitado para integrarse profesionalmente al medio, basado tanto en el conocimiento del hecho estético como en una sólida formación técnica que le permite ahondar en prácticas más puntuales dentro de las distintas ramas de la creación y producción audiovisual. El soporte de la formación humanística, social y cultural permite asumir la responsabilidad del manejo creativo de los medios de comunicación basados en las dualidades forma-contenido, ética-estética; creación audiovisual-responsabilidad social. [cita requerida]
Un Diseñador de Imagen y Sonido al crear una página web o al recorrer un hipertexto pasa a ser el protagonista de un nuevo ambiente comunicacional, donde se integra la informática con la tecnología y el diseño, como basamento de la actividad creativa. [cita requerida]

## Campo ocupacional
El diseñador de Imagen y Sonido estará capacitado para organizar, asistir, producir, realizar y asesorar en todos los aspectos referidos a lo audiovisual; y podrá ocupar sus conocimientos en áreas como:
- Canales de televisión
- Radios
- Productoras de cine y TV
- Servicios institucionales.
- Estudios de Grabación
- Realización de cortos cinematográficos, documentación, audiovisuales, vídeos independientes
- Educación
- Diseño Multimedia y 3D

## Universidades donde se imparte
En Argentina se dicta en:
- Facultad de Arquitectura, Diseño y Urbanismo (Facultad de Arquitectura, Diseño y Urbanismo (Universidad de Buenos Aires)) perteneciente a la Universidad de Buenos Aires (UBA)
- Universidad Nacional de Lanús (UNLa)
- Universidad de Palermo (UP)
- Universidad Católica de Santa Fe (UCSF)
- Universidad Nacional de Villa María (UNVM)
- Universidad Argentina de la Empresa (UADE)
- Universidad Nacional de Río Negro (UNRN)

Se ha instituido el 21 de marzo como el Día del Diseñador de Imagen y Sonido.